# برگ (راین-لان)
برگ (به آلمانی: Berg) یک شهر در آلمان است که در Verbandsgemeinde Nastätten واقع شده‌است.